# 天津海泰控股集团
天津海泰控股集团有限公司，简称海泰控股，成立于2000年，为天津滨海高新技术产业开发区国有资产的授权经营单位，对天津高新区所属国有资产行使所有者职能，董事长为刘津元。海泰控股的股东为天津滨海高新技术产业开发区管理委員会，由天津市国资委管理，是天津市委市政府和滨海新区区委区政府市区共管以新区管理为主的大型国有集团。